# Brad Binder

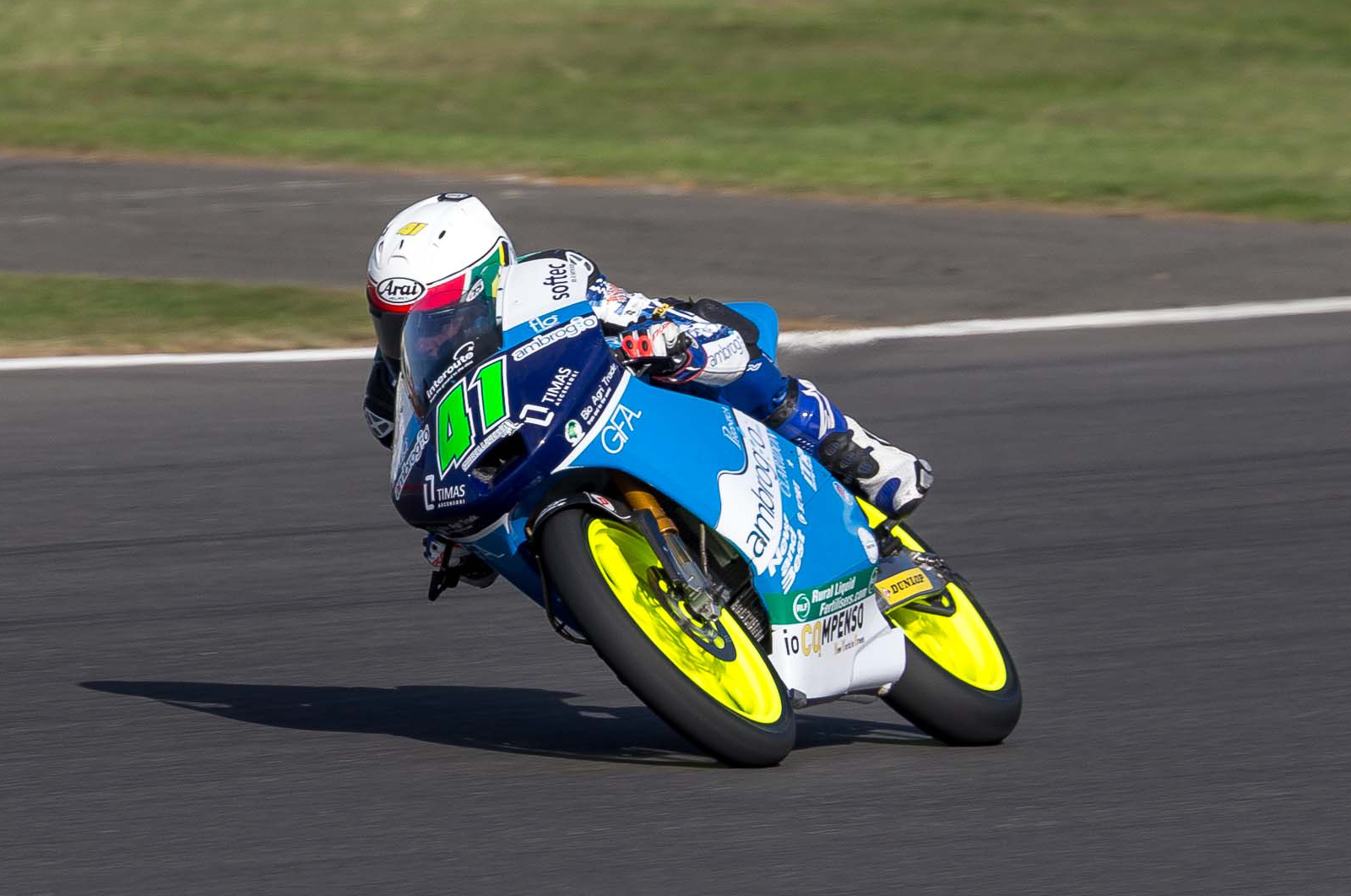
Brad Binder, Silverstonebanan 2013.

Brad Binder, född 11 augusti 1995 i Potchefstroom, är en sydafrikansk roadracingförare som tävlar i världsmästerskapen i Grand Prix Roadracing. Han blev världsmästare i  Moto3-klassen säsongen 2016. Sedan 2017 tävlar han i Moto2-klassen. Brad Binder har startnummer 41 på sin motorcykel.

## Tävlingskarriär
Binder gjorde VM-debut 2011 i 125GP-klassen och fortsatte i Moto3 2012. Åren 2013 och 204  körde han i Moto3 för stallet Ambrogio Racing. Första året på en mototorcykel av fabrikat Suter Honda och säsongen 2014 på en Mahindra. Första pallplatsen tog Binder 2014 genom att komma tvåa i Tysklands Grand Prix på Sachsenring. Han blev 11:a i VM 2014. Till säsongen 2015 fick Binder kontrakt med KTM:s fabriksstall Red Bull KTM Ajo. Han tog fyra pallplatser och blev sexa i VM. Binder fortsatte med Ajo och KTM Roadracing-VM 2016. Han började säsongen med tre raka pallplatser. Därefter vann Binder sin första Grand Prix-seger 24 april 2016 i Spaniens Grand Prix efter att ha startat i sista startled. Han vann sedan de två följande Grand Prixerna i Frankrike och Italien och kom tvåa efter främste konkurrenten Jorge Navarro i Katalonien. Navarro bröt sedan benet och Binder kunde bygga upp en stor ledning, bland annat genom segrar i Storbritannien och San Marino. Han säkrade VM-titeln genom att bli tvåa i Aragoniens GP, den 14:e av säsongens 18 deltävlingar.
Binder gick 2017 upp i Moto2-klassen. Han fortsatte att köra för Ajo Motorsport och KTM:s nya Moto2-motorcykel. Säsongen präglades av skador men han tog tre pallplatser och kom på åttonde plats i VM. Binder fortsatte hos Ajo på KTM säsongen 2018. Binder vann Tysklands Grand Prix på Sachsenring den 15 juli, vilket var hans första seger i Moto2. Han vann också Aragoniens GP. Binder fortsatte hos KTM Ajo i Moto2 2019. Efter en svag inledning på säsongen dominerade han andra halvan och slutade på andra plats i VM , bara fyra poäng efter Álex Márquez.

### MotoGP
Till Roadracing-VM 2020 fick Binder flytta upp i kungaklassen MotoGP i KTM:s fabriksstall. Han vann redan sitt tredje Grand Prix, i Tjeckien 9 augusti 2020. Det var KTM:s första seger i huvudklassen i Grand Prix Roadracing.

### VM-säsonger
| Säsong | Klass  | VM- plac. | Poäng | 1/2/3- plac. | Starter | Motorcykel                           | Team                        | Startnr |
| ------ | ------ | --------- | ----- | ------------ | ------- | ------------------------------------ | --------------------------- | ------- |
| 2011   | 125GP  | -         | 0     | - / - / -    | 5       | Aprilia                              | Andalucia Banca Civica      | 14      |
| 2012   | Moto3  | 21        | 24    | - / - / -    | 17      | Kalex KTM                            | RW Racing GP                | 41      |
| 2013   | Moto3  | 13        | 66    | - / - / -    | 17      | Suter Honda (-GP12) Mahindra (GP13-) | Ambrogio Racing             | 41      |
| 2014   | Moto3  | 11        | 109   | - / 1 / 1    | 18      | Mahindra                             | Ambrogio Racing             | 41      |
| 2015   | Moto3  | 6         | 159   | - / 1 / 3    | 18      | KTM                                  | Red Bull KTM Ajo            | 41      |
| 2016   | Moto3  | 1         | 319   | 7 / 5 / 2    | 18      | KTM                                  | Red Bull KTM Ajo            | 41      |
| 2017   | Moto2  | 8         | 129   | - / 2 / 1    | 15      | KTM                                  | Red Bull KTM Ajo            | 41      |
| 2018   | Moto2  | 3         | 201   | 3 / - / -    | 18      | KTM                                  | Red Bull KTM Ajo            | 41      |
| 2019   | Moto2  | 2         | 259   | 5 / 3 / 1    |         | KTM                                  | Red Bull KTM Ajo            | 41      |
| 2020   | MotoGP |           |       |              |         | KTM                                  | Red Bull KTM Factory Racing | 33      |

## Framskjutna placeringar
Uppdaterad till 2020-08-10.
| \| Nr \| Grand Prix \| År \| \| -- \| ---------- \| ---- \| \| 1 \| Tjeckien \| 2020 \| |            |      |
| Nr                                                                                      | Grand Prix | År   |
| 1                                                                                       | Tjeckien   | 2020 |

| Nr | Grand Prix | År   |
| -- | ---------- | ---- |
| 1  | Tyskland   | 2018 |
| 2  | Aragonien  | 2018 |
| 3  | Australien | 2018 |
| 4  | Österrike  | 2019 |
| 5  | Aragonien  | 2019 |
| 6  | Australien | 2019 |
| 7  | Malaysia   | 2019 |
| 8  | Valencia   | 2019 |

| Nr | Grand Prix | År   |
| -- | ---------- | ---- |
| 1  | Österrike  | 2017 |
| 2  | Malaysia   | 2017 |
| 3  | TT Assen   | 2019 |
| 4  | Tyskland   | 2019 |
| 5  | Thailand   | 2019 |

| Nr | Grand Prix     | År   |
| -- | -------------- | ---- |
| 1  | Valencia       | 2017 |
| 2  | Storbritannien | 2019 |

| Nr | Grand Prix     | År   |
| -- | -------------- | ---- |
| 1  | Spanien        | 2016 |
| 2  | Frankrike      | 2016 |
| 3  | Italien        | 2016 |
| 4  | Storbritannien | 2016 |
| 5  | San Marino     | 2016 |
| 6  | Australien     | 2016 |
| 7  | Valencia       | 2016 |

| Nr | Grand Prix | År   |
| -- | ---------- | ---- |
| 1  | Tyskland   | 2014 |
| 2  | Malaysia   | 2015 |
| 3  | Qatar      | 2016 |
| 4  | Katalonien | 2016 |
| 5  | Österrike  | 2016 |
| 6  | Aragonien  | 2016 |
| 7  | Japan      | 2016 |

| Nr | Grand Prix | År   |
| -- | ---------- | ---- |
| 1  | Japan      | 2014 |
| 2  | Spanien    | 2015 |
| 3  | Tjeckien   | 2015 |
| 4  | Australien | 2015 |
| 5  | Argentina  | 2016 |
| 6  | Amerika    | 2016 |